# Atletica leggera ai Giochi della XXXI Olimpiade - Maratona maschile

Video ufficiale della corsa

Ai Giochi della XXXI Olimpiade, che si sono tenuti a Rio de Janeiro nel 2016, la competizione della maratona maschile si è svolta il 21 agosto nella città di Rio de Janeiro.

## Presenze ed assenze dei campioni in carica
Per i campionati europei si considera l'edizione del 2014.
| Competizione      | Atleta                | Prestazione | Rio 2016 |
| ----------------- | --------------------- | ----------- | -------- |
| Olimpiadi 2012    | Stephen Kiprotich     | 2h08'01"    | Presente |
| Commonwealth 2014 | Michael Shelley       | 2h11'15”    | Presente |
| Europei 2014      | Daniele Meucci        | 2h11'08"    | Presente |
| Asiatici 2014     | Ali Hasan Mahboob     | 2h12'38"    | Assente  |
| Panamericani 2015 | Richer Pérez          | 2h17'04"    | Presente |
| Mondiali 2015     | Ghirmay Ghebreslassie | 2h12'28"    | Presente |

## La gara
Il keniota Eliud Kipchoge è il favorito. 

Al momento della partenza, su Rio scende la pioggia. La prima parte di gara è corsa sul bagnato. Nonostante ciò a metà percorso il tempo del gruppo di testa è 1h05'55". I 5 km successivi sono coperti in soli 15'03 e al 30º km alla testa della corsa rimangono solo in nove (1h33'15”). 

Al 32º km quattro atleti rompono gli indugi e staccano il gruppo: Kipchoge, Lilesa (Eth), Berhanu (Eth) e Galen Rupp (USA). I 5 km successivi sono coperti in 14'24”. Berhanu non regge il ritmo e si stacca nettamente (finirà tredicesimo). Rimangono in tre a contendersi le medaglie. Kipchoge mantiene un passo costante (14'44” dal 35º al 40º km) staccando progressivamente anche Lilesa e Rupp. Il keniota copre gli ultimi 2 km in 6'20” che, paragonato al 6'53”-6'54” degli inseguitori, permette di eseguire un facile calcolo: il secondo classificato, Lilesa, arriva al traguardo con un distacco di 70 secondi: è il più alto margine dalla maratona di Monaco 1972.

140 atleti su 155 partenti hanno finito la corsa. Kipchoge ha vinto la sua settima maratona sulle otto disputate.

## Risultati
| Record mondiale      | Dennis Kipruto Kimetto | 2h02'57" | Berlino | 28 settembre 2014 |
| Record olimpico      | Samuel Wanjiru         | 2h06'32" | Pechino | 24 agosto 2008    |
| Capolista stagionale | Eliud Kipchoge         | 2h03'05" | Londra  | 24 aprile 2016    |

### Classifica finale
Domenica 21 agosto, ore 9:30.
| Pos     | Atleta                         | Paese                     | Tempo    | Note                          |
| ------- | ------------------------------ | ------------------------- | -------- | ----------------------------- |
| Oro     | Eliud Kipchoge                 | Kenya                     | 2h08'44" |                               |
| Argento | Feyisa Lilesa                  | Etiopia                   | 2h09'54" |                               |
| Bronzo  | Galen Rupp                     | Stati Uniti               | 2h10'05" | Miglior prestazione personale |
| 4       | Ghirmay Ghebreslassie          | Eritrea                   | 2h11'04" |                               |
| 5       | Alphonce Felix Simbu           | Tanzania                  | 2h11'15" |                               |
| 6       | Jared Ward                     | Stati Uniti               | 2h11'30" | Miglior prestazione personale |
| 7       | Tadesse Abraham                | Svizzera                  | 2h11'42" |                               |
| 8       | Munyo Solomon Mutai            | Uganda                    | 2h11'49" |                               |
| 9       | Callum Hawkins                 | Gran Bretagna             | 2h11'52" |                               |
| 10      | Eric Gillis                    | Canada                    | 2h12'29" |                               |
| 11      | Abdi Nageeye                   | Paesi Bassi               | 2h13'01" |                               |
| 12      | Mumin Gala                     | Gibuti                    | 2h13'04" | Miglior prestazione personale |
| 13      | Lemi Berhanu                   | Etiopia                   | 2h13'29" |                               |
| 14      | Stephen Kiprotich              | Uganda                    | 2h13'32" |                               |
| 15      | Paulo Roberto Paula            | Brasile                   | 2h13'56" |                               |
| 16      | Satoru Sasaki                  | Giappone                  | 2h13'57" |                               |
| 17      | Kaan Kigen Özbilen             | Turchia                   | 2h14'11" |                               |
| 18      | Bayron Piedra                  | Ecuador                   | 2h14'12" | Miglior prestazione personale |
| 19      | Sondre Nordstad Moen           | Norvegia                  | 2h14'17" |                               |
| 20      | Oleksandr Sitkovskyy           | Ucraina                   | 2h14'24" |                               |
| 21      | Amanuel Mesel                  | Eritrea                   | 2h14'37" |                               |
| 22      | Koen Naert                     | Belgio                    | 2h14'53" |                               |
| 23      | Reid Coolsaet                  | Canada                    | 2h14'58" |                               |
| 24      | Lusapho April                  | Sudafrica                 | 2h15'24" |                               |
| 25      | Thanackal Gopi                 | India                     | 2h15'25" | Miglior prestazione personale |
| 26      | Kheta Ram                      | India                     | 2h15'26" | Miglior prestazione personale |
| 27      | Pak Chol                       | Corea del Nord            | 2h15'27" |                               |
| 28      | Evans Kiplagat Barkowet        | Azerbaigian               | 2h15'31" |                               |
| 29      | Dong Guojian                   | Cina                      | 2h15'32" |                               |
| 30      | Ihor Olefirenko                | Ucraina                   | 2h15'36" |                               |
| 31      | Liam Adams                     | Australia                 | 2h16'12" |                               |
| 32      | Paul Pollock                   | Irlanda                   | 2h16'24" |                               |
| 33      | Mebrahtom Keflezighi           | Stati Uniti               | 2h16'46" |                               |
| 34      | Anuradha Indrajith Cooray      | Sri Lanka                 | 2h17'06" |                               |
| 35      | Abdi Hakin Ulad                | Danimarca                 | 2h17'06" |                               |
| 36      | Suehiro Ishikawa               | Giappone                  | 2h17'08" |                               |
| 37      | Marius Ionescu                 | Romania                   | 2h17'27" |                               |
| 38      | Ruggero Pertile                | Italia                    | 2h17'30" |                               |
| 39      | Artur Kozłowski                | Polonia                   | 2h17'34" |                               |
| 40      | Nicolas Cuestas                | Uruguay                   | 2h17'44" |                               |
| 41      | Pardon Ndhlovu                 | Zimbabwe                  | 2h17'48" |                               |
| 42      | Víctor Aravena                 | Cile                      | 2h17'49" |                               |
| 43      | Saidi Juma Makula              | Tanzania                  | 2h17'49" |                               |
| 44      | Florent Caelen                 | Belgio                    | 2h17'59" |                               |
| 45      | Raul Machacuay                 | Perù                      | 2h18'00" |                               |
| 46      | Richer Pérez                   | Cuba                      | 2h18'05" |                               |
| 47      | Michael Shelley                | Australia                 | 2h18'06" |                               |
| 48      | Ihor Russ                      | Ucraina                   | 2h18'19" |                               |
| 49      | Carles Castillejo              | Spagna                    | 2h18'34" |                               |
| 50      | Ernesto Andres Zamora          | Uruguay                   | 2h18'36" | Miglior prestazione personale |
| 51      | Ercan Muslu                    | Turchia                   | 2h18'40" |                               |
| 52      | Cristhian Pacheco              | Perù                      | 2h18'41" |                               |
| 53      | Mariano Mastromarino           | Argentina                 | 2h18'44" |                               |
| 54      | Daniel Vargas                  | Messico                   | 2h18'51" |                               |
| 55      | Philipp Pflieger               | Germania                  | 2h18'56" |                               |
| 56      | Willem Van Schuerbeeck         | Belgio                    | 2h18'56" |                               |
| 57      | Stefano La Rosa                | Italia                    | 2h18'57" |                               |
| 58      | Cuthbert Nyasango              | Zimbabwe                  | 2h18'58" |                               |
| 59      | Marilson Dos Santos            | Brasile                   | 2h19'09" |                               |
| 60      | Tewelde Estifanos              | Eritrea                   | 2h19'12" |                               |
| 61      | Roman Fosti                    | Estonia                   | 2h19'26" |                               |
| 62      | Atef Saad                      | Tunisia                   | 2h19'50" |                               |
| 63      | Tiidrek Nurme                  | Estonia                   | 2h20'01" |                               |
| 64      | Kevin Seaward                  | Irlanda                   | 2h20'06" |                               |
| 65      | Jesús España                   | Spagna                    | 2h20'08" |                               |
| 66      | Raúl Pacheco                   | Perù                      | 2h20'13" |                               |
| 67      | Juan Carlos Trujillo           | Guatemala                 | 2h20'24" |                               |
| 68      | Abdelmajid El Hissouf          | Marocco                   | 2h20'29" |                               |
| 69      | Stsiapan Rahautsou             | Bielorussia               | 2h20'34" |                               |
| 70      | Mynhardt Mbeumuna Kawanivi     | Namibia                   | 2h20'45" |                               |
| 71      | Julian Flügel                  | Germania                  | 2h20'47" |                               |
| 72      | Davit Kharazishvili            | Georgia                   | 2h20'47" |                               |
| 73      | Rachid Kisri                   | Marocco                   | 2h21'00" |                               |
| 74      | Maru Teferi                    | Israele                   | 2h21'06" |                               |
| 75      | Remigijus Kančys               | Lituania                  | 2h21'10" |                               |
| 76      | Christian Kreienbuhl           | Svizzera                  | 2h21'13" |                               |
| 77      | Mohamed Hrezi                  | Libia                     | 2h21'17" |                               |
| 78      | Solonei da Silva               | Brasile                   | 2h22'05" |                               |
| 79      | Andres Ruiz                    | Colombia                  | 2h22'09" |                               |
| 80      | Jackson Kiprop                 | Uganda                    | 2h22'09" |                               |
| 81      | Scott Westcott                 | Australia                 | 2h22'19" |                               |
| 82      | Guor Marial                    | Sudan del Sud             | 2h22'45" |                               |
| 83      | Uladzislau Pramau              | Bielorussia               | 2h22'48" |                               |
| 84      | Nitendra Singh Rawat           | India                     | 2h22'52" |                               |
| 85      | Miguel Ángel Almachi           | Ecuador                   | 2h23'00" |                               |
| 86      | Ilya Tiapkin                   | Kirghizistan              | 2h23'19" |                               |
| 87      | Gabor Jozsa                    | Ungheria                  | 2h23'22" |                               |
| 88      | Gerald Giraldo                 | Colombia                  | 2h23'48" |                               |
| 89      | Luis Ariel Molina              | Argentina                 | 2h23'55" |                               |
| 90      | Yonas Kinde                    | Atleti Olimpici Rifugiati | 2h24'08" |                               |
| 91      | Duo Bujie                      | Cina                      | 2h24'22" |                               |
| 92      | Bat-Ochiryn Ser-Od             | Mongolia                  | 2h24'26" |                               |
| 93      | Jordan Chipangama              | Zambia                    | 2h24'58" |                               |
| 94      | Hisanori Kitajima              | Giappone                  | 2h25'11" |                               |
| 95      | Lebenya Nikoka                 | Lesotho                   | 2h25'13" |                               |
| 96      | Zhu Renxue                     | Cina                      | 2h25'31" |                               |
| 97      | Sibusiso Nzima                 | Sudafrica                 | 2h25'33" |                               |
| 98      | Daniel Estrada                 | Cile                      | 2h25'33" |                               |
| 99      | Ambroise Uwiragiye             | Ruanda                    | 2h25'57" |                               |
| 100     | Ho Chin-Ping                   | Taipei cinese             | 2h26'00" |                               |
| 101     | Mihail Krassilov               | Kazakistan                | 2h26'11" |                               |
| 102     | David Carver                   | Mauritius                 | 2h26'16" |                               |
| 103     | Mick Clohisey                  | Irlanda                   | 2h26'34" |                               |
| 104     | Hakim Sadi                     | Algeria                   | 2h26'47" |                               |
| 105     | Roman Prodius                  | Moldavia                  | 2h27'01" |                               |
| 106     | Luis Alberto Orta              | Venezuela                 | 2h27'05" |                               |
| 107     | Gantulga Dambadarjaa           | Mongolia                  | 2h27'42" |                               |
| 108     | Enzo Yanez                     | Cile                      | 2h27'47" |                               |
| 109     | Gaspar Csere                   | Ungheria                  | 2h28'03" |                               |
| 110     | Martin Esteban Cuestas         | Uruguay                   | 2h28'10" |                               |
| 111     | Valdas Dopolskas               | Lituania                  | 2h28'21" |                               |
| 112     | Fabiano Joseph Naasi           | Tanzania                  | 2h28'31" |                               |
| 113     | Kamongwa Salukombo Makorobondo | RD del Congo              | 2h28'54" |                               |
| 114     | Derek Hawkins                  | Gran Bretagna             | 2h29'24" |                               |
| 115     | Pierre-Célestin Nihorimbere    | Burundi                   | 2h29'38" |                               |
| 116     | Hristoforos Merousis           | Grecia                    | 2h29'39" |                               |
| 117     | Anton Kosmac                   | Slovenia                  | 2h29'48" |                               |
| 118     | José Amado García              | Guatemala                 | 2h30'11" |                               |
| 119     | Andjelko Risticevic            | Serbia                    | 2h30'17" |                               |
| 120     | Ricardo Ramos                  | Messico                   | 2h30'20" |                               |
| 121     | Tesama Moogas                  | Israele                   | 2h30'30" |                               |
| 122     | Ageze Guadie                   | Israele                   | 2h30'45" |                               |
| 123     | Rui Pedro Silva                | Portogallo                | 2h30'52" |                               |
| 124     | Segundo Jami                   | Ecuador                   | 2h31'07" |                               |
| 125     | Diego Colorado                 | Colombia                  | 2h31'20" |                               |
| 126     | Bekir Karayel                  | Turchia                   | 2h31'27" |                               |
| 127     | Nicolae-Alexandru Soare        | Romania                   | 2h31'53" |                               |
| 128     | Yared Shegumo                  | Polonia                   | 2h31'54" |                               |
| 129     | Mohammad Jafar Moradi          | Iran                      | 2h31'58" |                               |
| 130     | Byambajav Tseveenravdan        | Mongolia                  | 2h36'14" |                               |
| 131     | Son Myeongjun                  | Corea del Sud             | 2h36'21" |                               |
| 132     | Michael Kalomiris              | Grecia                    | 2h37'03" |                               |
| 133     | Boonthung Srisung              | Thailandia                | 2h37'46" |                               |
| 134     | Ricardo Ribas                  | Portogallo                | 2h38'29" |                               |
| 135     | Jorge Castelblanco             | Panama                    | 2h39'25" |                               |
| 136     | Derlis Ayala                   | Paraguay                  | 2h39'40" |                               |
| 137     | Federico Bruno                 | Argentina                 | 2h40'05" |                               |
| 138     | Shim Jung-sub                  | Corea del Sud             | 2h42'42" |                               |
| 139     | Kuniaki Takizaki               | Cambogia                  | 2h45'55" |                               |
| 140     | Methkal Abu Drais              | Giordania                 | 2h46'18" |                               |
| Rit.    | Wesley Korir                   | Kenya                     |          |                               |
| Rit.    | Stanley Biwott                 | Kenya                     |          |                               |
| Rit.    | Isaac Korir                    | Bahrein                   |          |                               |
| Rit.    | Tsepo Mathibelle               | Lesotho                   |          |                               |
| Rit.    | Wissem Hosni                   | Tunisia                   |          |                               |
| Rit.    | Henryk Szost                   | Polonia                   |          |                               |
| Rit.    | Lungile Gongqa                 | Sudafrica                 |          |                               |
| Rit.    | El Hadi Laameche               | Algeria                   |          |                               |
| Rit.    | Alemu Bekele                   | Bahrein                   |          |                               |
| Rit.    | Abraham Niyonkuru              | Burundi                   |          |                               |
| Rit.    | Wirimai Juwawo                 | Zimbabwe                  |          |                               |
| Rit.    | Tesfaye Abera                  | Etiopia                   |          |                               |
| Rit.    | Tsegai Tewelde                 | Gran Bretagna             |          |                               |
| Rit.    | Daniele Meucci                 | Italia                    |          |                               |
| Rit.    | Andrey Petrov                  | Uzbekistan                |          |                               |